# U Lidušky
Rozhledna U Lidušky je ocelová vyhlídková stavba, která se od roku 2021 tyčí nad údolím Svitavy a nad Těsnohlídkovým údolím, na jižním okraji katastru obce Bílovice nad Svitavou v okrese Brno-venkov.

## Historie
Místo, kde rozhledna vznikla, se nazývá „Na Vyhlídce“ a desítky let na toto místo vyráželi turisté, kteří využívali přirozeného terénu k výhledům do okolí. Místo zde bylo také náležitě upravováno. Na počátku 21. století v Bílovicích nad Svitavou ožil nápad na vybudování rozhledny, která měla napomoci k dosažení ještě lepších rozhledových možností. Otcem myšlenky na vybudování této stavby byl dlouholetý bílovický zastupitel Josef Zavadil. V roce 2018 se Mikroregion Časnýř chopil záměru a rozhodl se za pomoci dotace z ministerstva pro místní rozvoj a různých přispěvatelů rozhlednu vybudovat. Celková částka za realizaci stavby dosáhla bezmála šesti milionů Kč. Rozhledna byla pojmenována po odloženém děvčátku, které spisovatel Rudolf Těsnohlídek našel v místních lesích před Štědrým dnem v roce 1919.
Slavnostní otevření rozhledny proběhlo 26. října 2021.

## Galerie

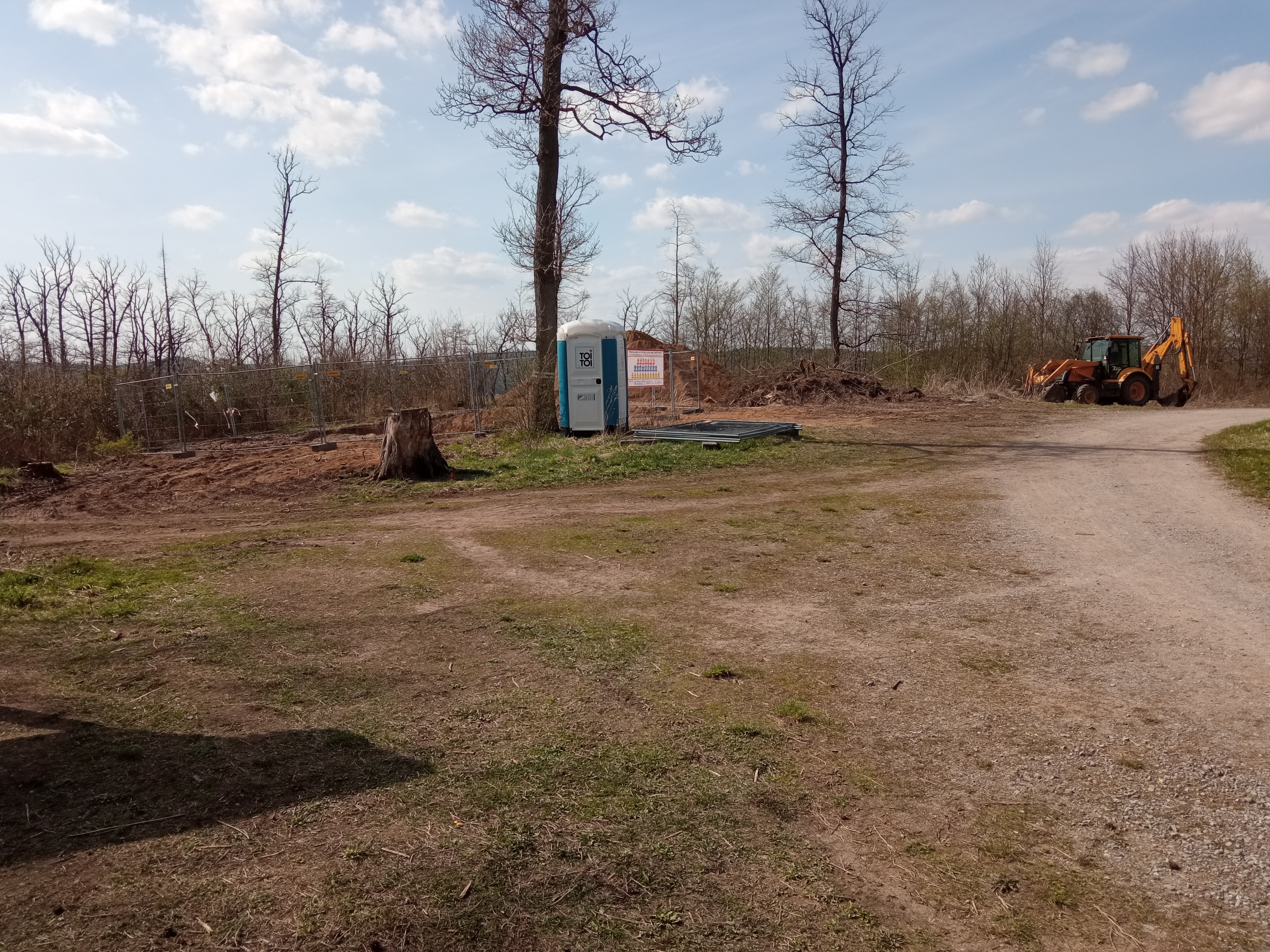
Staveniště rozhledny v dubnu 2021
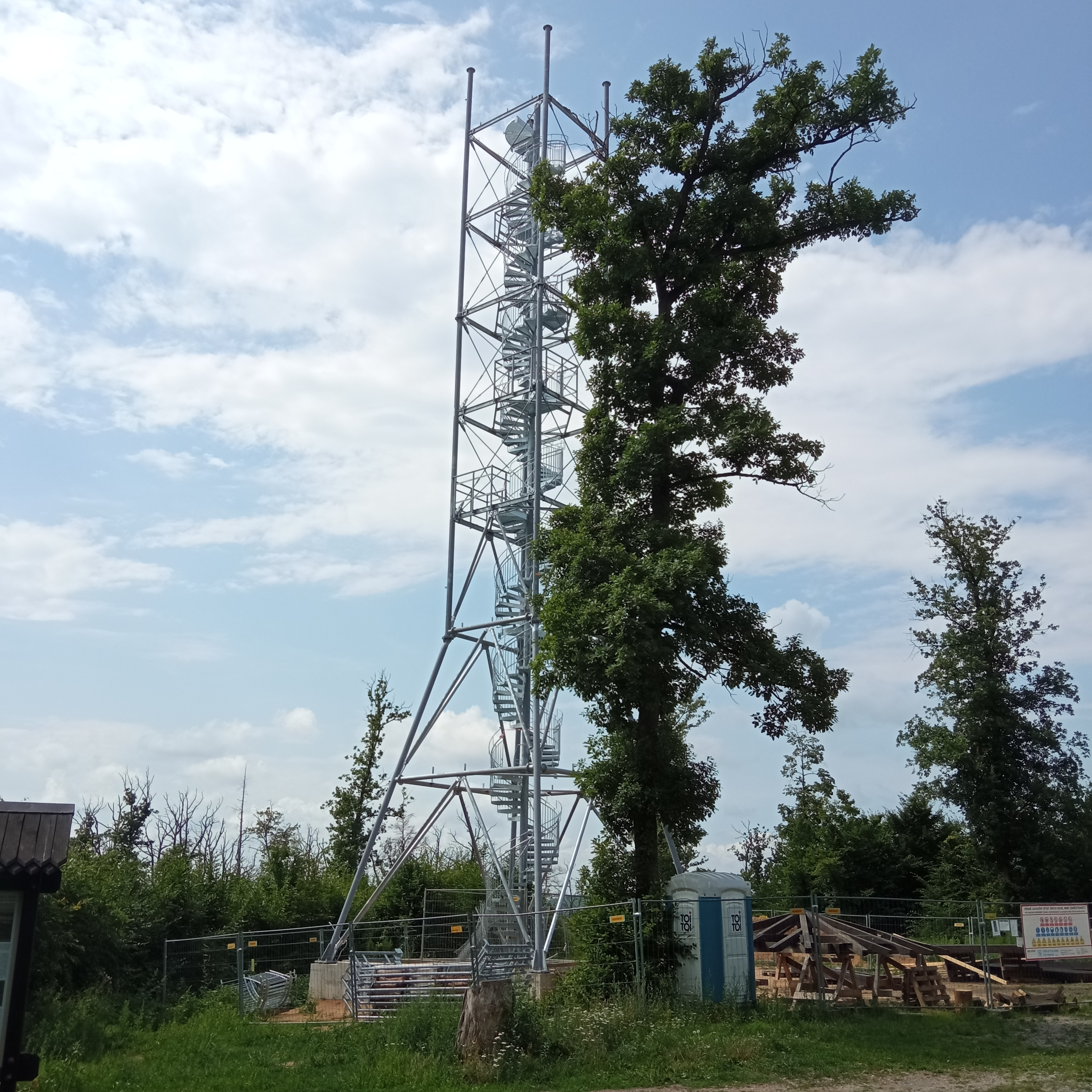
Rozestavená rozhledna v červenci 2021
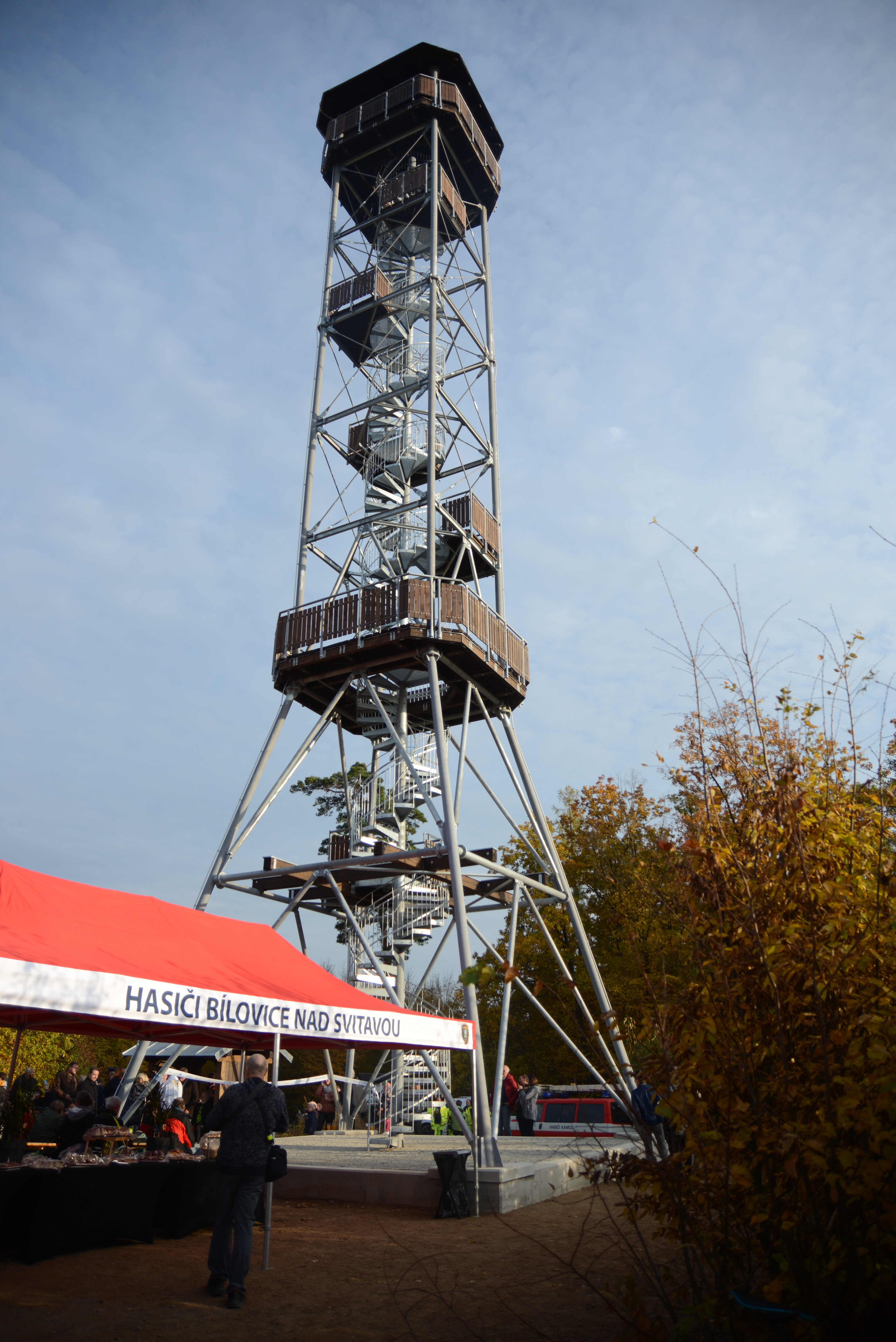
Rozhledna při slavnostním otevření
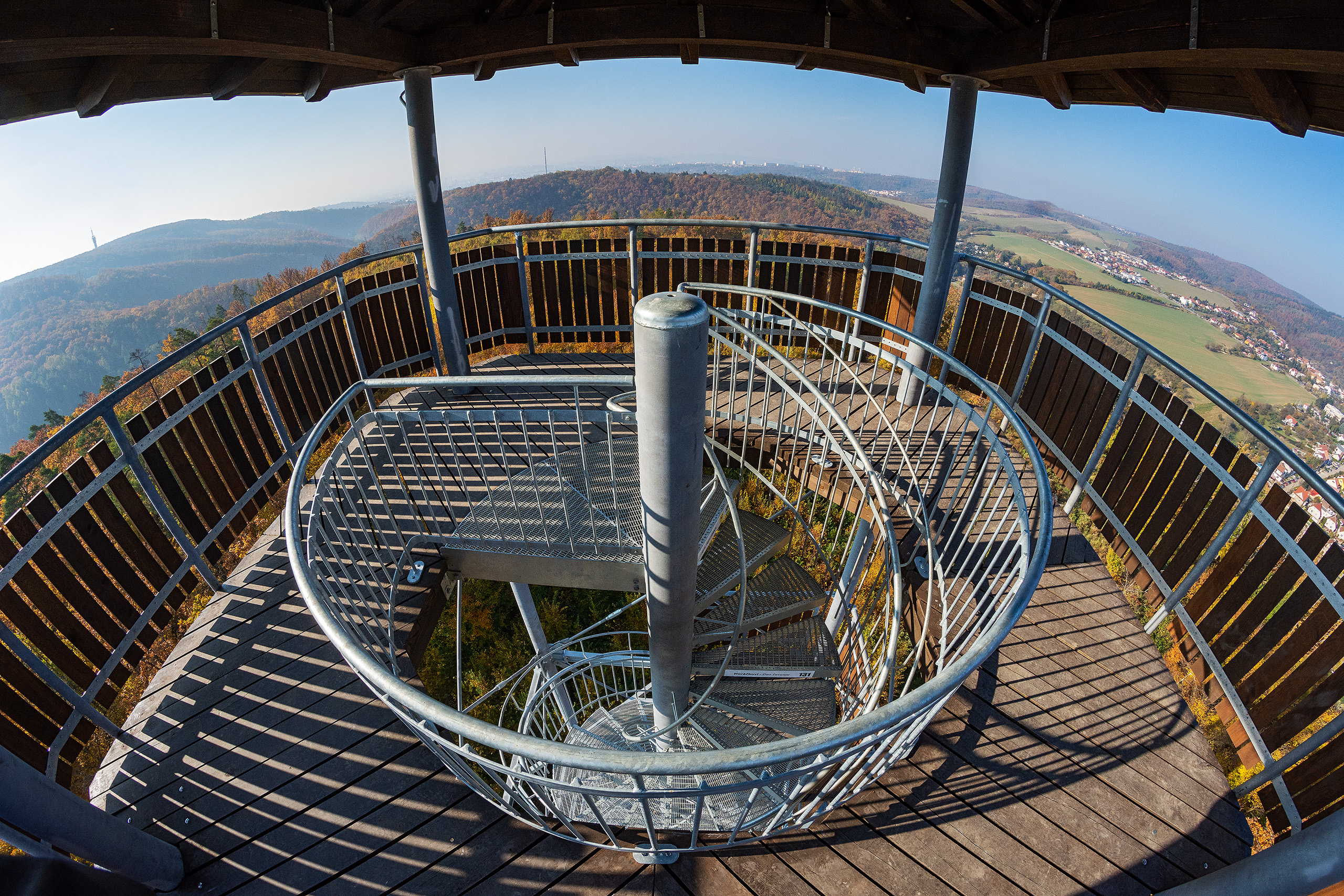
Vyhlídková plošina se schodištěm
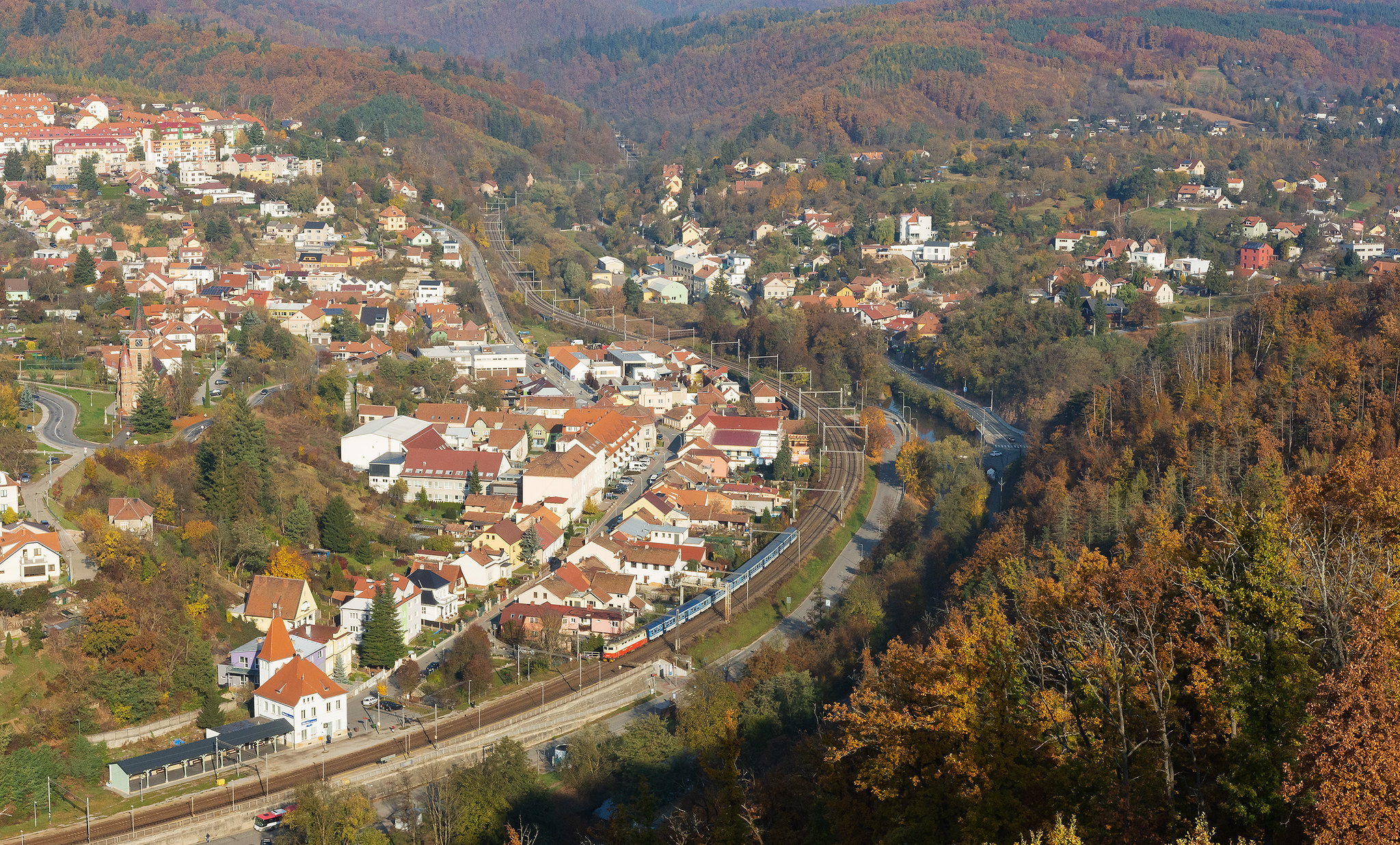
Pohled z rozhledny na Bílovice nad Svitavou